# متحف العلوم بلومفيلد (القدس)

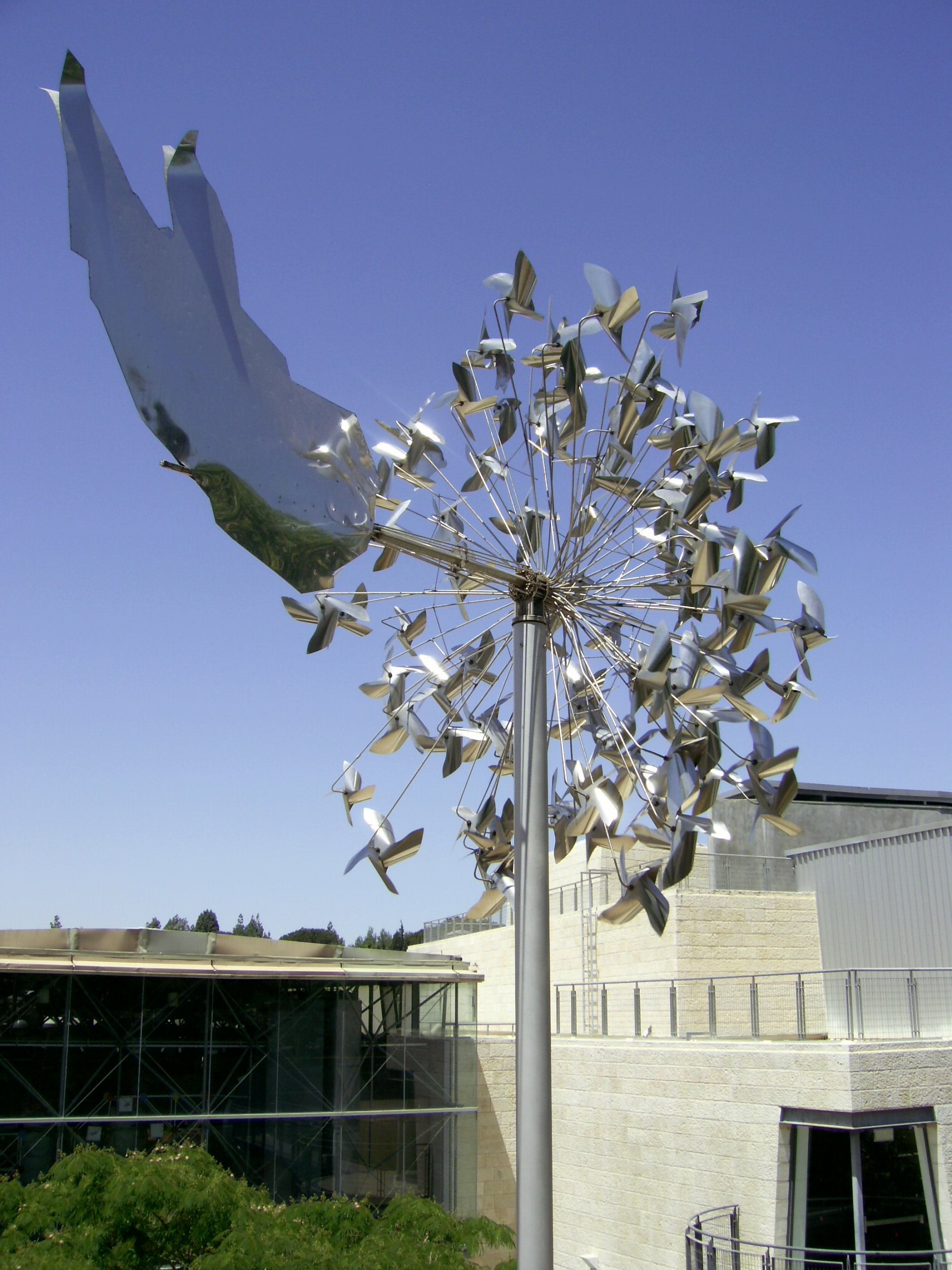
متحف العلوم بلومفيلد (القدس)

متحف العلوم بلومفيلد القدس (بالعبرية:מוזיאון המדע ע"ש בלומפילד ירושלים) هو متحف علمي مقابل الجامعة العبرية في القدس في حي جفعات رام. تم تسمية المتحف باسم المتبرع الرئيسي، نيري بلومفيلد. يضم المتحف معروضات عملية داخلية وخارجية، من بينها ركن لصنع الفقاعات يتم فيه إنتاج الفقاعات الضخمة بواسطة السلاسل والعصي.
تم تأسيس المتحف في مختبر البروفيسور بيتر هيلمان، في معهد علوم الحياة، في الجامعة العبرية في جفعات رام، في تاريخ تموز 1992 .استمر البرنامج باسم «بيت العلوم البسيطة» الذي تم إقامته في الجامعة العبرية منذ 1980 

## أهميته وأهدافه
تشمل الأحداث الخاصة في المتحف برامج حول الموضوعات المتعلقة بالعلوم مثل البحوث الطبية الحيوية، حيث ُيدعى الجمهور لمقابلة باحثو الخلايا الجذعية ومناقشة القضايا الأخلاقية المعنية. تم عقد برنامج العلوم الليلي الخاص برعاية الاتحاد الأوروبي في المتحف لعدة سنوات يعرض المتحف مبادئ وجوهر العلم والتكنولوجيا لجمهور واسع قدر الإمكان.
يقدم المتحف العلم كجزء لا يتجزأ من الثقافة الحديثة ويربطها بظواهر من الحياة اليومية حيث يعد المتحف مؤسسة للتعليم غير الرسمي يوجد في وسط المتحف معارض تفاعلية. تصاحب المعروضات مجموعة واسعة من الأنشطة التي تعمق الفهم وتوسع التجربة. المتحف هيئة ديناميكية تستجيب للاحتياجات المتغيرة، وتستجيب للأحداث، وتجدد برامجها وأنشطتها بانتظام.
جمع هيلمان من الطلاب الأكاديميين بالجامعة العبرية لهدف إنشاء بيت دائم لتقديم العلوم لجميع فئات المجتمع من أجل تقديم العلوم بطريقة بسيطة وجذابة للجمهور. حيث استوحت الفكرة من متحف إكسبلوراتوريوم في سان فرانسيسكو، الذي تم تأسيسه من ِقبل فرانك أوبنهيمر سنة 1969.
يتم تقديم مبادئ وظواهر وقوانين الطبيعة والتكنولوجيا من خلال أمثلة تم اختيارها بسبب اهتمامهم بها وإمكانية الوصول إليها عن طريق تمثيلها بأشكال شتى  
يتم تقديم التفسيرات على مستويات مختلفة وبثلاث لغات.

## المعارض التفاعلية
يتم تشغيل المعارض من قبل الزائر ويرافقها توجيهات من المدربين. عادة ما يتمحور محتوى كل معرض حول ظاهرة علمية واحدة. تم تصميم المعروضات بطريقة جذابة تحافظ على وضوح الرسالة المنقولة. تم بناؤها بأقل تكلفة وبأقل قدر من الصيانة.
بالإضافة إلى المعارض، يقيم المتحف عروضاً درامية واخرى حول العلوم والتجارب. يحتوي على المحاضرات، المسابقات، الاختبارات والفعاليات العلمية والاجتماعات العلمية لطلاب المدارس ودورات تدريب المعلمين حول الموضوعات العلمية وطرق عرضها.